# Parornix peregrinaella
Parornix peregrinaella är en fjärilsart som först beskrevs av Darlington 1949.  Parornix peregrinaella ingår i släktet Parornix och familjen styltmalar. Inga underarter finns listade i Catalogue of Life.